# Zbajdi
Zbajdi (en macédonien Збажди) est un village du sud-ouest de la Macédoine du Nord, situé dans la municipalité de Struga. Le village comptait 10 habitants en 2002.

## Démographie
Lors du recensement de 2002, le village comptait :
- Macédoniens : 10.